# ソビエト大会 (ソビエト連邦)
ソビエト連邦ソビエト大会 (ロシア語: Съезд Советов Советский Союз)は1922年から1938年までソビエト連邦に存在した二院制の立法機関。
連邦会議と民族会議で構成されており、1922年の連邦結成に始まり、スターリン憲法によって最高会議に置き換えられるまでの、ソビエト連邦の立法機関だった。

## 選挙制度
ソビエト連邦ソビエト大会は、以下の基準に関するすべてのソビエト大会の代表から構成された：
- 都市部から -  25,000人の有権者からの1人のメンバー。

- 地方（地域、領土）、共和国ソビエト大会から -  125,000人の住民につき1人のメンバー。

- 全連合議会の代表者は、地方（地域、領土）、自治共和国ソビエト大会で選出された（共和国-地方-地域）大会を持たない場合 - 連邦共和国のソビエト大会

## 権限
ソビエト大会の権限は以下の通り。
- ソ連憲法の改正。
- 連邦への加盟申請を行った共和国の連邦加盟を承認する。
- 国民経済発展計画の原則とソ連の国家予算の制定、現在の法律の一般原則の承認。

ソビエト大会はすべての公的機関の一般的な方向性を決定し、ソビエト大会に責任を負う連邦中央執行委員会を選出する。
ソビエト大会の幹部会議長は大会存続中はミハイル・カリーニンが務めた。